# Жмеренецкий, Алексей Сергеевич
Алексей Сергеевич Жмеренецкий (укр. Олексій Сергійович Жмеренецький; род. 28 октября 1986, Ухта, Коми АССР, РСФСР, СССР) — украинский политик, общественный деятель и публицист, эксперт по вопросам информационного развития, народный депутат Украины 9-го созыва. В Верховную Раду прошёл по 190 мажоритарному избирательному округу от партии Слуга народа.
Член Комитета Верховной Рады Украины по вопросам антикоррупционной политики, председатель подкомитета по вопросам антикоррупционной политики в сфере цифровых инноваций и публичных данных, сопредседатель группы Верховной Рады Украины с Ливанской Республикой, глава межфракционного депутатского объединения Blockchain4Ukraine, сопредседатель межфракционного депутатского объединения «Равные возможности».

## Биография
В 1993—2004 годах учился УВО №9 в городе Хмельницкий.
В 2004—2009 годах учился в Хмельницком национальной университете на специальности Информационные технологии проектирования. Получил степень магистра с отличием. Во время учебы в университете с 2007 по 2009 год работал инженером кафедры Информационных технологий проектирования Хмельницкого национального университета.
В 2009—2010 годах проходил стажировку в Верховной Раде Украины по Программе стажировки “Лига интернов”, изучал анализ государственной политики и практику Европейского суда по правам человека.
В 2010—2012 годах получил второе высшее образование в Национальной академии государственного управления при Президенте Украины по специальности «Государственное управление в сфере электронного правительства».
Является сертифицированным социальным тренером Фонда народонаселения ООН по вопросам предотвращения гендерного неравенства и опасного поведения молодежи и профилактики ВИЧ / СПИД, выпускником программы Ценности и общество Aspen Institute Kyiv, выпускником Школы государственного управления и коммуникаций Института общественно-экономических исследований.
В 2010—2011 годах работал над проектами ИТ обеспечения экспертной деятельности в международной общественной организации «Фонд качественной политики».
В 2012 — помощник-консультант народного депутата Украины 6-го созыва Владимира Каплиенко.
В 2013—2014 годах — аналитик государственного предприятия «Национальные инновационные проекты» по вопросам международного опыта, создание свободных экономических зон, индустриальных и технологических парков.
В 2014—2015 годах — заместитель директора государственного предприятия Национальный проект «Чистый город» по вопросам индустриальных парков. Координировал для Кабинета Министров Украины разработку совместно с Ernst & Young технико-экономического обоснования Национального проекта «Индустриальные парки Украины» — создание промышленно-производственной инфраструктуры.
В 2016—2019 годах работал заместителем председателя правления и координатором Благотворительного фонда «Коло».
Избран на внеочередных выборах в Верховную Раду Украины 21 июля 2019 по одномандатному избирательному округу № 190 в Хмельницкой области, как представитель партии «Слуга народа», набрав 40,54 % (27 956 голосов).
В 2020 году присоединился к составу межфракционного объединения «Гуманная страна», созданного по инициативе UAnimals для популяризации гуманистических ценностей и защиты животных от жестокости.

## Общественная и экспертная деятельность
В период 2006—2010 годов работал в молодежном консультативном Совете при Фонде народонаселения ООН Украина и Всеукраинском Студенческом Совете при Министерстве образования и науки Украины, председательствовал в комиссии ВМОО «Украинская ассоциация студенческого самоуправления».
Стал победитель финала «Студенческой республики-2008», депутатом Студенческого парламента Украины-2008.
В 2013, во время Евромайдана, был организатором «Координационного центра инициативных групп Майдана».
В 2014—2015 годах — идеолог и организатор общественного движения «Україна — це Я», которая организовала сотни акций в поддержку воинов АТО.
В 2015 году стал соучредителем коалиции гражданского общества «Народная Конституция» и соавтором проекта закона Украины о процедуре подготовки проекта новой Конституции Украины (номер регистрации 3781 от 18.01.2016).
В 2016—2019 годах — один из инициаторов общественной платформы «Хартия будущего», соавтор книги «Хартия будущего».
С 2015 года — заместитель председателя правления благотворительной организации «Коло».
В 2014—2019 годах — помощник-консультант народного депутата Украины 8-го созыва Виктора Кривенко (на общественных началах).
В 2017 году был одним из основателей интернет-платформы для финансирования общественно-политических инициатив AENEAS. Команда «Эней» работает над созданием blockchain-инфраструктуры, где каждая группа людей либо один человек может привлекать ресурсы на продвижение реформ.
С 2017 года — соучредитель и футуролог мозгового центра «Foundation For Future» (FFF), который занимается исследованиями новых институциональных моделей государства.
С 2018 года — программный координатор Киевского международного экономического форума.

## Публикации
Алексей Жмеренецкий — автор аналитических и публицистических материалов в изданиях: «Экономическая правда», «Зеркало недели», «Лига», «Украинская правда», «Волна», «Obozrevatel» и других.